# Hjärnskepp
Ett hjärnskepp är inom science fiction en rymdfarkost som styrs av en levande varelses hjärna, uppkopplad till en dator som används till att manövrera farkosten. Samtidigt kan hjärnan användas till att fatta beslut. Konceptet populariserades av. Anne McCaffrey som 1969 gav ut berättelsen The Ship Who Sang.

### Fotnoter
1. ↑  ”Anne McCaffrey: Heirs to Pern” (på engelska). Locus Magazine. 1 november 2004. http://www.locusmag.com/2004/Issues/11McCaffrey.html.